# Dîme de Molsheim
La Dîme, parfois également appelée « Grafenkast » (« Grenier des comtes »), ou plus récemment « Cité administrative », est un vaste bâtiment du XVIIe siècle situé dans la partie nord du centre-ville de Molsheim.
Grange dîmière bâtie à l'initiative des chanoines-comtes de la cathédrale de Strasbourg, elle occupe diverses fonctions après 1681, jusqu'à abriter l'hôtel des impôts aux XXe et XXIe siècles. En 2009, cette dernière institution déménage et la Dîme reste vide durant une dizaine d'années. À partir de 2020, elle accueille de manière provisoire la Mission locale.

## Localisation
La Dîme est située entre la chartreuse de Molsheim à l'ouest et la place du Marché qui a remplacé l'ancienne église Saint-Georges à l'est ; elle se situe dans la partie septentrionale du centre-ville de Molsheim, à peu près sur l'emplacement de la muraille occidentale du tout premier noyau urbain de Molsheim, vers 1220,.

## Historique
La Dîme est bâtie à l'initiative du Chapitre des chanoines de la cathédrale de Strasbourg, alors en « exil » à Molsheim du fait de la prise de contrôle de la métropole strasbourgeoise par les protestants. Cet exil dure de 1605 à 1681. Les vingt-quatre chanoines-comtes, aussitôt arrivés à Molsheim, se font construire une vaste grange dîmière

## Architecture
Le bâtiment appelé au XXIe siècle « Dîme » recouvre en réalité deux bâtiments distincts, qui ont été réunis fonctionnellement après la Révolution. La Dîme proprement dite, ou « Grafenkast », au nord, en constitue le bâtiment le plus haut. Au sud, accolée à ce bâtiment, est placée la « cave de derrière » de la chartreuse, qui dépendait du monastère.

L'intérieur de la Dîme
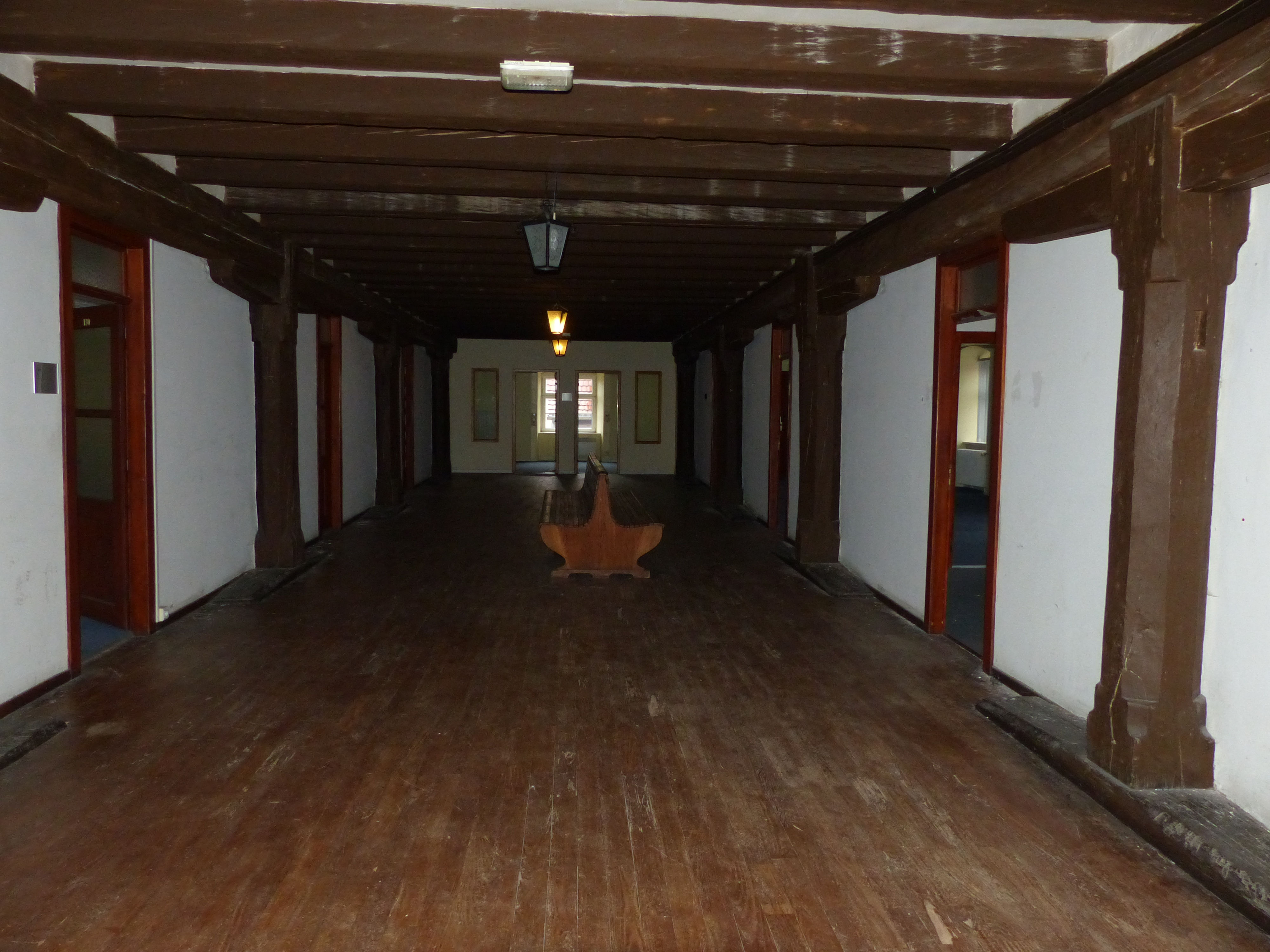
Le premier étage de l'ancien hôtel des impôts, en octobre 2019, avant l'installation de la Mission locale.
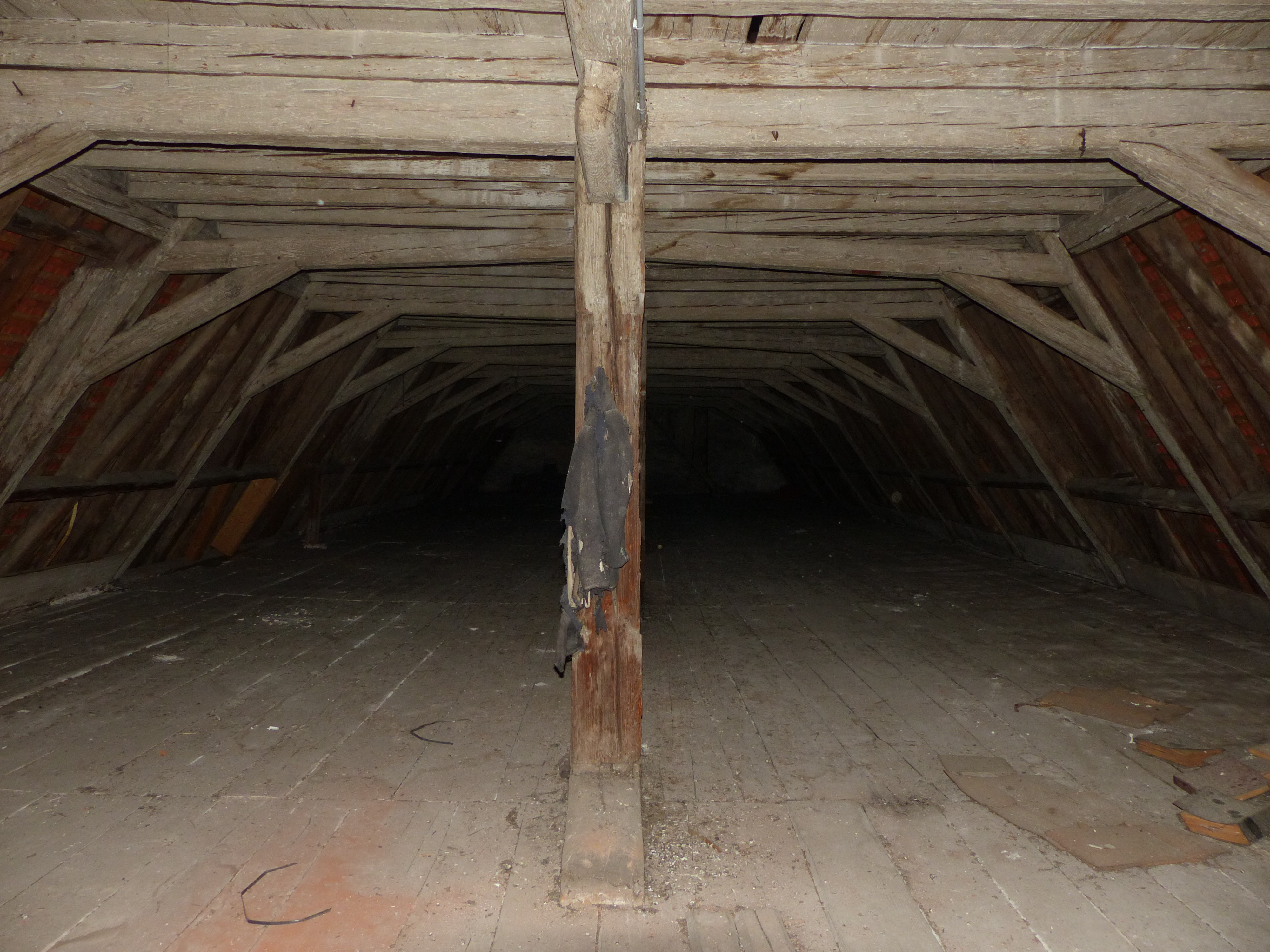
Le premier des trois niveaux de combles du Grafenkast en octobre 2019.
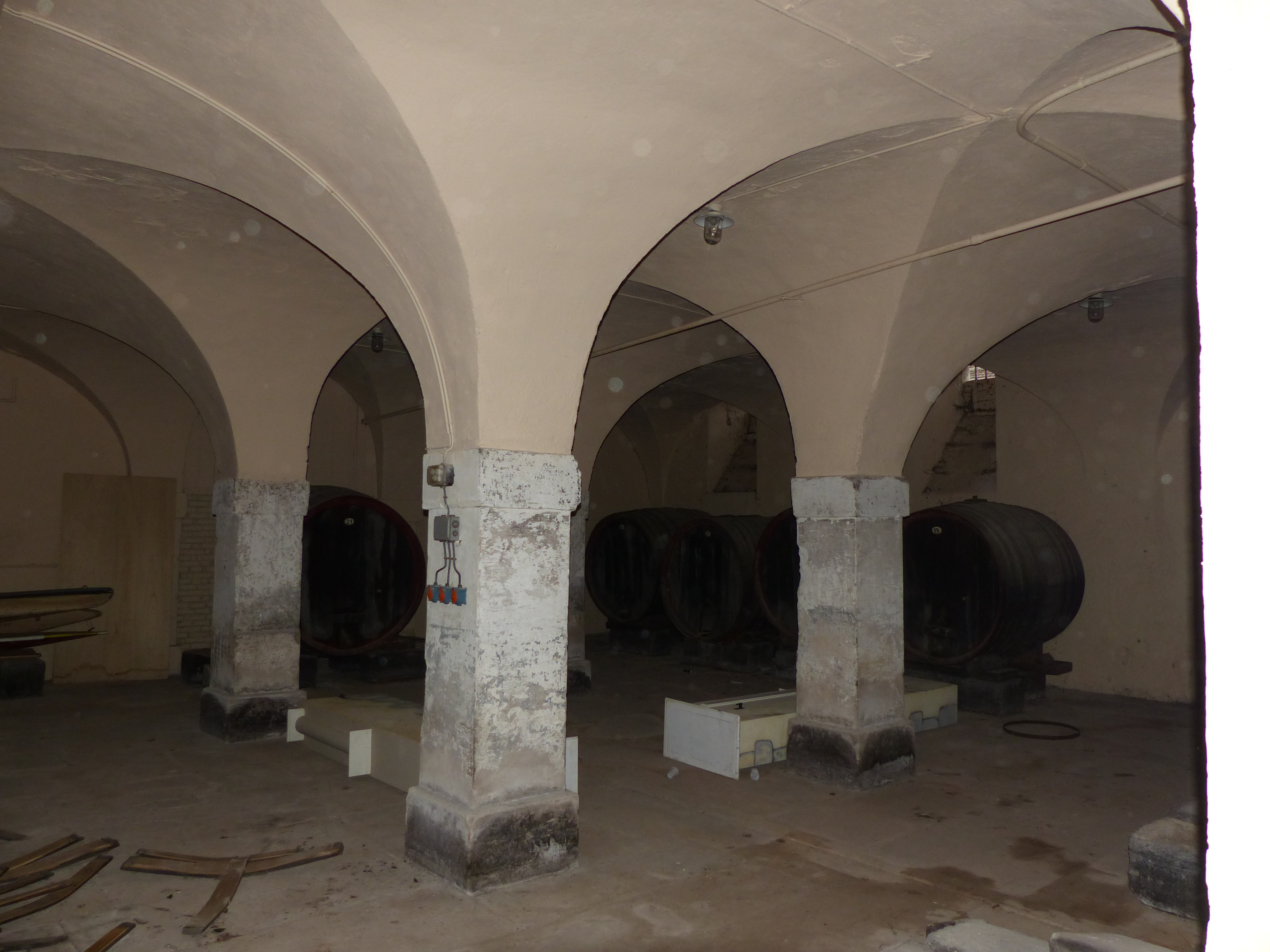
Les caves voûtées de l'annexe de la chartreuse en octobre 2019.